# Trudi Stout
Trudi Stout is een Australisch waterskiester.

## Levensloop
Stout werd in 2013 wereldkampioene in de Formule 1 van het waterski racing.
Haar broer Chris is ook actief in het waterskiën.

## Palmares
- Wereldkampioenschap Formule 1: 2013
- Wereldkampioenschap Formule 2: 2011